# Zones d'administration locale du Queensland
Les zones d'administration locale  (en anglais : Local government areas) sont les aires territoiriales administrées par les Gouvernements locaux. Ces derniers regroupent l'ensemble des institutions de l'État australien du Queensland permettant aux villes et aux autres territoires d'administrer leurs propres affaires dans la limite autorisée par la loi de 1993-2007 sur les administrations locales. Le Queensland est divisé en 77 zones d'administration locales, qui peuvent être appelées « villes » (cities), « bourgs » (towns), « comtés » (shires) ou « régions ».
Chaque zone a à sa tête un conseil élu qui a pour mission d'organiser et gérer les différents services publics. Il tire ses revenus des impôts locaux, des subventions de l'État et du gouvernement fédéral.

## LGA classées par régions
| Nom                                  | Siège du Conseil | Région                     | Année de Fondation | Superficie (km2) | Population | Population | Notes | Carte |
| Nom                                  | Siège du Conseil | Région                     | Année de Fondation | Superficie (km2) | (2013),    | (2018),    | Notes | Carte |
| ------------------------------------ | ---------------- | -------------------------- | ------------------ | ---------------- | ---------- | ---------- | --- | ----- |
| Ville de Brisbane                    | Brisbane         | Queensland du Sud-Est      | 1924               | 1 343            | 1 131 996  | 1 231 605  | Capitale du Queensland Administre la partie centrale de l'agglomération du Queensland du Sud-Est La Ville de Brisbane a été créée le 30 octobre 1924 par fusion des antitiés suivantes : - Les villes de Town of Brisbane et de Brisbane-Sud - Les bourgs de Hamilton, Ithaca, Sandgate, Toowong, Windsor et Wynnum - Les comtés de Balmoral, Belmont, Coorparoo, Enoggera, Kedron, Moggill, Sherwood, Stephens, Taringa, Tingalpa (en partie), Toombul et Yeerongpilly (en partie). |       |
| Ville de Gold Coast                  | Surfers Paradise | Queensland du Sud-Est      | 1948               | 1 334            | 540 687    | 606 774    | |       |
| Ville d'Ipswich                      | Ipswich          | Queensland du Sud-Est      | 1860               | 1 094            | 183 688    | 213 638    | |       |
| Région de Lockyer Valley             | Gatton           | Queensland du Sud-Est      | 2008               | 2 269            | 37 682     | 41 011     | La Région de Lockyer Valley a été créée le 15 Mars 2008 par la fusion des LGA suivantes: - Comté de Gatton - Comté de Laidley |       |
| Logan City                           | Logan Central    | Queensland du Sud-Est      | 1978               | 958              | 300 545    | 326 615    | Le 15 mars 2008, Logan City a absorbé la partie nord du Comté de Beaudesert. |       |
| Région de la baie Moreton            | Caboolture       | Queensland du Sud-Est      | 2008               | 2 042            | 410 687    | 459 585    | La Région de la baie Moreton a été créée le 15 mars 2008 par fusion des LGA suivantes : - Ville de Redcliffe - Comté de Pine Rivers - Comté de Caboolture |       |
| Comté de Noosa                       | Tewantin         | Queensland du Sud-Est      | 2014               | 870              | 52 360     | 55 369     | Rétabli en 2014 après avoir été dissocié de la région de Sunshine Coast |       |
| Ville de Redland                     | Cleveland        | Queensland du Sud-Est      | 1949               | 537              | 147 328    | 156 863    | |       |
| Région de la Scenic Rim              | Beaudesert       | Queensland du Sud-Est      | 2008               | 4 243            | 38 732     | 42 583     | La Région de la Scenic Rim a été créée le 15 mars 2008 par fusion des LGA suivantes : - La comté de Boonah - La partie sud du Comté de Beaudesert - Les secteurs d'Harrisville et de Peak Crossing à partir de la Ville d'Ipswich |       |
| Région de Somerset                   | Esk              | Queensland du Sud-Est      | 2008               | 5 373            | 23 619     | 25 887     | La Région de Somerset a été créée le 15 mars 2008 par fusion des LGA suivantes : - Le Comté d'Esk - Le Comté de Kilcoy |       |
| Région de la Sunshine Coast          | Nambour          | Queensland du Sud-Est      | 2008               | 2 254            | 281 969    | 319 922    | La Région de la Sunshine Coast a été créée le 15 mars 2008 par fusion des LGA suivantes : - Ville de Caloundra - Compté de Maroochy - Comté de Noosa le 1 Janvier 2014 le Comté de Noosa a été détaché de la Région de la Sunshine Coast . |       |
| Comté de Banana                      | Biloela          | Wide Bay-Burnett           | 1879               | 28 550           | 14 948     | 14 291     | Le 15 Mars 2008, le Comté de Banana s'est agrandi de la Division 1 du comté de Taroom. |       |
| Région de Bundaberg                  | Bundaberg        | Wide Bay-Burnett           | 2008               | 6 431            | 93 850     | 95 302     | La Région de Bundaberg a été créée le 15 mars 2008 par fusion des LGA suivantes : - Ville de Bundaberg - Comté de Burnett - Comté d'Isis - Comté de Kolan |       |
| Comté aborigène de Cherbourg         | Cherbourg        | Wide Bay-Burnett           | 1986               | 32               | 1 292      | 1 315      | |       |
| Région de la côte Fraser             | Hervey Bay       | Wide Bay-Burnett           | 2008               | 7 105            | 100 290    | 105 463    | La Région de la côte Fraser a été créée le 15 mars 2008 par fusion des LGA suivantes : - Ville de Wide Bay-Burnett - Ville de Maryborough - Comté de Woocoo - Divisions 1 & 2 du Comté de Tiaro |       |
| Région de Gympie                     | Gympie           | Wide Bay-Burnett           | 2008               | 6 884            | 48 491     | 51 586     | La Région de Gympie a été créée le 15 mars 2008 par fusion des LGA suivantes : - Comté de Cooloola - Comté de Kilkivan - Division 3 (secteurs de Theebine/Gunalda) du Comté de Tiaro |       |
| Région de Burnett Nord               | Gayndah          | Wide Bay-Burnett           | 2008               | 19 670           | 10 487     | 10 628     | La Région de Burnett Nord a été créée le 15 mars 2008 par fusion des LGA suivantes : - Comté de Biggenden - Comté d'Eidsvold - Comté de Gayndah - Comté de Monto - Comté de Mundubbera - Comté de Perry (en) |       |
| Région de Burnett Sud                | Kingaroy         | Wide Bay-Burnett           | 2008               | 8 382            | 32 647     | 32 555     | La Région de Burnett Sud a été créée le 15 mars 2008 par fusion des LGA suivantes : - Comté de Kingaroy - Comté de Nanango - Comté de Murgon - Comté de Wondai |       |
| Région de Goondiwindi                | Goondiwindi      | Darling Downs              | 2008               | 19 258           | 10 952     | 10 728     | La Région de Goondiwindi a été créée le 15 mars 2008 par fusion des LGA suivantes : - Ville de Goondiwindi - Comté de Waggamba - Comté d'Inglewood |       |
| Région des Southern Downs            | Warwick          | Darling Downs              | 2008               | 7 108            | 35 501     | 35 601     | La Région des Southern Downs a été créée le 15 mars 2008 par fusion des LGA suivantes : - Comté de Warwick - Comté de Stanthorpe |       |
| Région de Toowoomba                  | Toowoomba        | Darling Downs              | 2008               | 12 957           | 159 916    | 167 657    | La Région de Toowoomba a été créée le 15 mars 2008 par fusion des LGA suivantes : - Comté de Toowoomba - Comté de Cambooya - Comté de Clifton - Comté de Crows Nest - Comté de Jondaryan - Comté de Millmerran - Comté de Pittsworth - Comté de Rosalie |       |
| Région des Western Downs             | Dalby            | Darling Downs              | 2008               | 37 937           | 33 415     | 34 467     | La Région des Western Downs a été créée le 15 mars 2008 par fusion des LGA suivantes : - Ville de Dalby - Comté de Chinchilla - Comté de Murilla - Comté de Tara - Comté de Wambo - Division 2 du Comté de Taroom Le nom de Région des Western Downs a été donné en 2009. |       |
| Région des Central Highlands         | Emerald          | Queensland Central         | 2008               | 59 835           | 29 782     | 28 645     | La Région des Central Highlands a été créée le 15 mars 2008 par fusion des LGA suivantes : - Comté de Bauhinia - Comté de Duaringa - Comté d'Emerald - Comté de Peak Downs |       |
| Région de Gladstone                  | Gladstone        | Queensland Central         | 2008               | 10 484           | 62 158     | 62 979     | La Région de Gladstone a été créée le 15 mars 2008 par fusion des LGA suivantes : - Ville de Gladstone - Comté de Calliope - Comté de Miriam Vale |       |
| Région d'Isaac                       | Moranbah         | Queensland Central         | 2008               | 58 708           | 23 284     | 20 934     | La Région d'Isaac a été créée le 15 mars 2008 par fusion des LGA suivantes : - Comté de Belyando - Comté de Broadsound - Comté de Nebo |       |
| Comté de Livingstone                 | Yeppoon          | Queensland Central         | 2014               | 11 758           | 35 279     | 37 638     | Reconstituée en 2014 après avoir été détachée de la Région de Rockhampton |       |
| Région de Rockhampton                | Rockhampton      | Queensland Central         | 2008               | 6 570            | 81 745     | 81 067     | La Rockhampton Region a été créée le 15 mars 2008 par fusion des LGA suivantes : - Ville de Rockhampton - Comté de Fitzroy - Comté de Livingstone - Comté de Mount Morgan Anciennement appelée Comté de Livingstone a été détachée de la Région de Rockhampton le 1er Janvier 2014. |       |
| Comté aborigène de Woorabinda        | Woorabinda       | Queensland Central         | 1986               | 391              | 994        | 1 005      | |       |
| Comté de Burdekin                    | Ayr              | Queensland septentrional   | 1888               | 5 044            | 17 754     | 17 077     | |       |
| Région de Charters Towers            | Charters Towers  | Queensland septentrional   | 2008               | 68 382           | 12 391     | 11 850     | La Région de Charters Towers a été créée le 15 mars 2008 par fusion des LGA suivantes : - Ville de Charters Towers - Comté de Dalrymple |       |
| Comté de Hinchinbrook                | Ingham           | Queensland septentrional   | 1879               | 2 807            | 11 613     | 10 805     | |       |
| Région de Mackay                     | Mackay           | Queensland septentrional   | 2008               | 7 613            | 118 878    | 116 539    | La Région de Mackay a été créée le 15 mars 2008 par fusion des LGA suivantes : - Ville de Mackay - Comté de Mirani - Comté de Sarina |       |
| Comté aborigène de Palm Island       | Palm Island      | Queensland septentrional   | 1986               | 72               | 2 529      | 2 637      | |       |
| Ville de Townsville                  | Townsville       | Queensland septentrional   | 2008               | 3 731            | 186 519    | 194 072    | La nouvelle Ville de Townsville a été créée le 15 mars 2008 par fusion des LGA suivantes : - L'ancienne Townsville - Thuringowa |       |
| Région de Whitsunday                 | Bowen            | Queensland septentrional   | 2008               | 23 819           | 34 119     | 35 050     | La Région de Whitsunday a été créée le 15 mars 2008 par fusion des LGA suivantes : - Comté de Whitsunday - Comté de Bowen |       |
| Comté d'Aurukun                      | Aurukun          | Extrême nord du Queensland | 1978               | 7 424            | 1 350      | 1 382      | |       |
| Région de Cairns                     | Cairns           | Extrême nord du Queensland | 2008               | 1 689            | 156 764    | 165 525    | LaRégion de Cairns a été créée le 15 mars 2008 par fusion des LGA suivantes : - Ville de Cairns - Comté de Douglas Par la suite, le Comté de Douglas a été détaché de la Région de Cairns le 1 Janvier 2014. |       |
| Région de la Cassowary Coast         | Innisfail        | Extrême nord du Queensland | 2008               | 4 688            | 28 950     | 29 689     | La Région de la Cassowary Coast a été créée le 15 mars 2008 par fusion des LGA suivantes : - Comté de Cardwell - Comté de Johnstone |       |
| Comté de Cook                        | Cooktown         | Extrême nord du Queensland | 1919               | 105 719          | 4 222      | 4 445      | |       |
| Comté de Douglas                     | Mossman          | Extrême nord du Queensland | 2014               | 2 428            | 11 585     | 12 257     | Reconstitué en 2014 après avoir été détaché de la Région de Cairns |       |
| Comté aborigène de la Hope Vale      | Hope Vale        | Extrême nord du Queensland | 1986               | 1 112            | 1 043      | 1 081      | |       |
| Comté aborigène de Kowanyama         | Kowanyama        | Extrême nord du Queensland | 1987               | 2 555            | 1 042      | 977        | |       |
| Comté aborigène de Lockhart River    | Lockhart River   | Extrême nord du Queensland | 1987               | 3 576            | 626        | 782        | |       |
| Comté aborigène de Mapoon            | Mapoon           | Extrême nord du Queensland | 2002               | 537              | 293        | 325        | |       |
| Comté de Mareeba                     | Mareeba          | Extrême nord du Queensland | 2014               | 53 491           | 21 379     | 22 517     | Reconstitué en 2014 après avoir été détaché de la Région des Tablelands |       |
| Comté aborigène de Napranum          | Napranum         | Extrême nord du Queensland | 1989               | 2 004            | 922        | 1 048      | |       |
| Région de la péninsule nord          | Bamaga           | Extrême nord du Queensland | 2008               | 1 052            | 2 620      | 3 069      | |       |
| Comté aborigène de Pormpuraaw        | Pormpuraaw       | Extrême nord du Queensland | 1987               | 4 395            | 737        | 833        | Détaché du Comté de Carpentarie le 28 Juillet 1987 |       |
| Région des Tablelands                | Malanda          | Extrême nord du Queensland | 2008               | 11 293           | 24 827     | 25 541     | La Région des Tablelands a été créée le 15 mars 2008 par fusion des LGA suivantes : - Comté d'Atherton - Comté d'Eacham - Comté d'Herberton - Comté de Mareeba Le Comté de Mareeba a été détaché de la Région des Tablelands Le 1er janvier 2014. |       |
| Comté de Torres                      | Île Thursday     | Extrême nord du Queensland | 1974               | 884              | 3 647      | 3 848      | |       |
| Région de l'île du détroit de Torres | Île Thursday     | Extrême nord du Queensland | 2008               | 490              | 4 614      | 4 994      | |       |
| Ville de Weipa                       | Weipa            | Extrême nord du Queensland | 1963               | 10,8             | 3 811      | 4 240      | Administré par Rio Tinto Group en vertu de ses propres règles. |       |
| Comté aborigène de Wujal Wujal       | Wujal Wujal      | Extrême nord du Queensland | 1987               | 12               | 289        | 306        | |       |
| Comté aborigène de Yarrabah          | Yarrabah         | Extrême nord du Queensland | 1986               | 159              | 2 686      | 2 848      | |       |
| Comté de Burke                       | Burketown        | Queensland du Nord-Ouest   | 1885               | 39 684           | 506        | 352        | |       |
| Comté de Carpentarie                 | Normanton        | Queensland du Nord-Ouest   | 1883               | 64 121           | 2 146      | 1 974      | |       |
| Comté de Cloncurry                   | Cloncurry        | Queensland du Nord-Ouest   | 1884               | 47 971           | 3 327      | 3 091      | |       |
| Comté de Croydon                     | Croydon          | Queensland du Nord-Ouest   | 1887               | 29 498           | 308        | 288        | |       |
| Comté aborigène de Doomadgee         | Doomadgee        | Queensland du Nord-Ouest   | 1987               | 1 828            | 1 400      | 1 507      | |       |
| Comté d'Etheridge                    | Georgetown       | Queensland du Nord-Ouest   | 1882               | 39 199           | 864        | 804        | |       |
| Comté de Flinders                    | Hughenden        | Queensland du Nord-Ouest   | 1882               | 41 200           | 1 754      | 1 499      | |       |
| Comté de McKinlay                    | Julia Creek      | Queensland du Nord-Ouest   | 1891               | 40 737           | 992        | 814        | |       |
| Comté de Mornington                  | Gununa           | Queensland du Nord-Ouest   | 1978               | 1 248            | 1 206      | 1 218      | |       |
| Comté de Mount Isa                   | Mount Isa        | Queensland du Nord-Ouest   | 1914               | 43 713           | 21 822     | 18 878     | |       |
| Comté de Richmond                    | Richmond         | Queensland du Nord-Ouest   | 1910               | 26 581           | 839        | 806        | |       |
| Région de Barcaldine                 | Barcaldine       | Queensland du Centre-Ouest | 2008               | 53 383           | 3 232      | 2 852      | La Région de Barcaldine a été créée le 15 mars 2008 par fusion des LGA suivantes : - Comté de Barcaldine - Comté d'Aramac - Comté de Jericho |       |
| Comté de Barcoo                      | Jundah           | Queensland du Centre-Ouest | 1885               | 61 830           | 333        | 267        | |       |
| Région de Blackall-Tambo             | Blackall         | Queensland du Centre-Ouest | 2008               | 30 537           | 2 214      | 1 863      | La Région de Blackall-Tambo a été créée le 15 mars 2008 par fusion des LGA suivantes : - Comté de Blackall - Shire of Tambo |       |
| Comté de Boulia                      | Boulia           | Queensland du Centre-Ouest | 1887               | 60 906           | 481        | 425        | |       |
| Comté de Diamantina                  | Bedourie         | Queensland du Centre-Ouest | 1879               | 94 731           | 299        | 292        | |       |
| Région de Longreach                  | Longreach        | Queensland du Centre-Ouest | 2008               | 40 572           | 4 104      | 3 530      | La Région de Longreach a été créée le 15 mars 2008 par fusion des LGA suivantes : - Comté de Longreach - Comté d'Ilfracombe - Comté d'Isisford |       |
| Comté de Winton                      | Winton           | Queensland du Centre-Ouest | 1886               | 53 814           | 1 312      | 1 157      | |       |
| Comté de Balonne                     | St George        | Queensland du Sud-Ouest    | 1883               | 31 104           | 4 776      | 4 334      | |       |
| Comté de Bulloo                      | Thargomindah     | Queensland du Sud-Ouest    | 1880               | 73 724           | 396        | 330        | |       |
| Région de Maranoa                    | Roma             | Queensland du Sud-Ouest    | 2008               | 58 705           | 13 515     | 12 791     | La Région de Roma a été créée le 15 mars 2008 par fusion des LGA suivantes : - Ville de Roma - Comté de Bendemere - Comté de Booringa - Comté de Bungil - Comté de Warroo Elle a été renommée Région de Maranoa en juin 2009. |       |
| Comté de Murweh                      | Charleville      | Queensland du Sud-Ouest    | 1879               | 40 700           | 4 685      | 4 318      | |       |
| Comté de Paroo                       | Cunnamulla       | Queensland du Sud-Ouest    | 1879               | 47 613           | 1 849      | 1 586      | |       |
| Comté de Quilpie                     | Quilpie          | Queensland du Sud-Ouest    | 1930               | 67 415           | 944        | 790        | |       |